# Прогон учитеља у Нишу за време бугарско-немачко-аустроугарске окупације
Прогон учитеља у Нишу за време бугарско-немачко-аустроугарске окупације била је организована акција спроведена у време Првог светског рата од 1915—1918. године, у циљу бугаризације школског система и затирања српског језика и књига, српске историје и традиције. Рад на прогону учитеља у Нишу почео је на јесен 1915, а наставио се свеопштом бугаризацији по школама почетком 1916. и трајао је све до ослобођења Ниш и околине  у јесени 1918. године, када су, после пробоја Солунског фронта од 15. до 23. септембра, српска војска и армије Антанте ослободиле територију Краљевине Србије.
У Великом рату страдао је 21 до сада евидентиран учитељ, учитељица и наставника из нишке области, док су из самог Ниша умрла тројица учитеља из нишких основних школа и петорица из гимназије. Тако да је по завршетку рата требало доста времена и напора како би се поново успоставила редовна настава у школама и гимназијама Нишког краја и нормализовале просветне прилике у новооснованој Краљевини Срба, Хрвата и Словенаца.

## Прилике
С краја новембра 1915. године удружене бугарско-немачко-аустроугарске снаге, у завршним операцијама окупације Србије, прво су прогонили српску војску ка Косову и Метохији, а затим су у Македонији, у децембру прогон наставили Бугари. Тиме су борбе у јужној Србији и Македонији биле окончане, а почео је  трогодишњи период непријатељске окупације.
Чланом један тајног уговора између Немачке и Бугарске, потписаног пре почетка Првог светског рата, предвиђено је да Централне силе, у случају победе, уступе делове територије Србије источно од реке Мораве почев од ушћа у Дунав, па све до Скопске Црне Горе и Качаника, јужно Бугарима. Тако је одмах по паду Краљевине Србије, Бугарска војска окупирала град Ниш.
Након окупирања Ниша и нишког краја, бугарски, немачки и аустроугарски војници користили су напуштене српске школе и гимназије, у којима је престала да се изводи настава, као своје прихватне војне станице, касарне за смештај војника, болница, амбуланти, превијалишта, одељења поште и телеграфа, интендантска складишта и за све оно што су сматрали да им је потребно.
Наређењем главног заповедника генерала Николе Жекова од 30. новембра 1915. године, Бугарска је окупиране области поделила на две војно-управне целине: Војно-инспекцијску област „Морава“ и  Војно-инспекцијска област „Македонија“.
Војно-инспекцијска област „Морава“ (ВИО „Морава“)
Седиште ове области било је у Нишу, граду који је према попису из 1916. године, имао 20.000 становника, док су Лесковац, Пирот и Врање имали око 10.000.
У њеном саставу била су три округа у јужној Србији: Нишки, Врањски и Пиротски, три у источној: Зајечарски, Неготински и Пожаревачки и један у централној Србији - Ћупријски.
Војно-инспекцијска област „Македонија“
Седиште ове области било је у Скопљу. У саставу ове области било је девет округа.
Од уласка окупатора у Србију настава није извођена у нишком крају. Обновљена је тек након што су постављени начелници, градоначелници и председници општина и срезова. Почетак поновног рада школа и гимназија на територији Нишког округа, као и целој територији ВИО „Морава“, био је 7. фебруар (по новом календару) 1916. године, када је Министарство просвете из Софије упутило наредбу подручним командама да се отпочне са отварањем школа на Бугарском језику. Потом је у марту месецу 1916. следио распис Министарства просвете, у коме је наређен низ мера које су морале да се обавезно спроводе у новим школама. Ове мере имале су за циљ само једно - потпуну бугаризацију становништва Ниша и околине.
Бугари су јавно огласили „да Србија више не постоји, да се најстроже забрањује српски „бунтовнички“  језик који се нигде не сме чути, нити употребљавати - у имену, изразу, називу и поздраву.” Забрањене су српске школе и гимназије и отваране нове са наставом на бугарском језику. Штампан је бугарски буквар (Буквар и Пьрва читанка) док су на школским сведочанствима (Удостовѣ рение) српска имена превођена на бугарски језик.

## Бугаризација школа и први прогони учитеља
За окупатора, школски систем представљао је још један алат за пропаганду, преко наставе у школи. Хуго Керхнаве, начелник штаба окупационе владе, оставио је у својим мемоарима запис о томе:
| „ | ...да је једна од првих дужности била обнављање школа, „не само да би спречили дивљање деце, већ да би преко деце придобили и њихове родитеље, како би извршили припрему за каснију анексију. | ” |

Свеопшта бугаризацији по нишким школама усмерен против српског језика и књига, српске историје и традиције, започела је Наредбом која је донета 15. фебруара 1916. године, о одузимању свих уџбеника и осталих учила на српском језику. Наставила се 16. маја 1916. године када је ВИО „Морава“ послала  Уредбу „да на подручјима „ВИО” изврши конфискација свих српских књига, слика и нота у јавним установама, књижарама и кућама.” Неколико бугарских универзитетских професора било је задужено да разраде идеолошке основе за бугаризацију Србије.
Тако је у Нишу у свим српским основним и средњим школама почело систематско уништавање књига писаних на српком језику, српских дневника и школских уписница, слика и портрета краља Петра Карађорђевића, регента Александра и вожда Карађорђа, Доситеја Обрадовића, Светог Саве, Вука Караџића, Стевана Синђелића, уништавање глобуса са српским натписима, бројаница, географских карата итд.
Бугарским буџетом од 24. новембра 1916. године, Владе Бугарске предвидела је и расход за 270 нових сеоских школа, 450 нових учитеља и 50 професора у крајевима „Бугарске Мораве”, и набавку разних књига и публикација на бугарском језику, које су бесплатно делити становницима окупиране Србије.
Попут свештеника и српски учитељи, означени су као „непоуздани елемент“ за окупаторе, и сви резервни војници од 18 до 50 година узраста који су служили у редовима српске армије, као и сви официри, бивши учитељи, свештеници, новинари, бивши посланици и сва сумњива лица ухапшена и интернирана у унутрашњост царства.
Нова администрација забранила је употребу српског језика и писма. Постављени су нови, бугарски натписи на свим установама и фирмама, а бугарски виши и нижи официри, подофицири, војници, чиновници и полицајци, учитељи, професори, попови и други окупациони кадрови спроводили су присилну денационализацију.
Депортација српских учитеља
Бугарска управа показала се као безобзирна и брутална и највише је погодила горњи и средњи слој становништва међу којима су били и просветни радници.
Период прогона српских учитеља и страдања школа у Нишу може се поделити у два дела: након бугарске и аустроугарско-немачке окупације и по гушењу народног бунта - Топличког устанка 1917. године.
У првој години бугарске окупације Ниша, бугарске власти су настојале да сазнају више о расположењу у граду и држању учитеља и другог школског особља. Учитељима као и осталим грађанима и лицима која су напустила Ниш пре доласка окупационих власти, Бугари су одузели имања и куће, што је довело до застрашивања и осиромашења многих учитеља и угледних нишких породица.
Средином новембра 1915. године, почеле су депортације учитеља, заједно са правницима, чиновницима, трговцима, заробљеним официрима. Дана 20. новембра 1915. године путем добоша објављено је; „да се сви свештеници, учитељи, професори и сви чиновници јаве најдаље до 23. новембра Командантству града Ниша ради пријема нових откритих листова (исправа за путовање)”. Тада су многе Нишлије биле ухапшене. Бугари су приликом прогона ухапсили неколико учитеља и у Нишу их и затворили у Тврђави. Након овог догађаја многи су мистериозно нестали на путу за Белу Паланку.
Кадровска политика у просвети
У почетку у школама су као учитељи радили једино бугарски и аустроугарски официри који су говорили српски језик. До 1918. године они су у највећој мери били замењени учитељицама из Бугарске или Србима од поверења. Пошто је било тешко пронаћи довољно таквог особља дешавало се да као учитељи раде војници или цивили из унутрашњости који нису знали српски језик. У Директивама о школству од 26. априла 1916. прецизирано је да се српско наставно особље не запошљава, са изузетком наставница за ручни рад.
Школе у Нишу од 1916—1918.
У Нишу су за време окупације (1915-1918) радиле четири српске школе и две бугарске - једна гимназија и једна основна школа. 
Бугарска основна школа била је смештена у Светосавској школи, код Саборне цркве (данас ОШ „Учитељ Таса“). Радила је под називом „Народно првоначално училиште Отец Пајсије“.
Бугарска гимназија се налазила у згради Старог уреда (јер је за време окупације, у згради предратне Нишке гимназије у Вождовој улици била смештена аустријска војна болница). Отворена је септембра 1916. године и у почетку нико није хтео да уписује децу. Тек када су Бугари запретили интернирањем, родитељи су морали да извршавају наређења. Директор Бугарске гимназије био је Ганчо Калинов, а наставници су биле претежно жене.  Учитељи и учитељице из Бугаркиње добијали су различите привилегије за рад у поробљеној Србији.
Наставни планови и програми
Наставни план и програм био је мали, а осећао се и недостатак наставника, већину њих су чиниле жене, па се све сводило на то да се деца држе под надзор, уче бугарски језик и шири бугарска национална пропаганда. Због недостатка простора дечаци и девојчице похађали су иста одељења. У бугарским школама професори и учитељи учили су децу да уништавају културне тековине свога народа, да спаљују српске књиге, цепају српске слике и иконе, гледају документарне филмове о „бугарском Поморављу“ и слушају предавања бугарских професора и њихова тумачења листова („Моравски глас“, „Моравско друштво“, „Трговачка задруга“ и многих других). Предратне српске књиге могле су да се користе за учење лекција из латинског, немачког и мађарског језика, као и из математике, физике и хемије. Уџбеници из српске књижевности, историје и географије били су забрањени и спаљивани. Кореспонденција на српском језику била је апсолутно забрањена.
Српске цркве у Нишу биле су најпре скрнављене, а затим су у њих доведени бугарски свештеници. Српске иконе у школама биле су замењене бугарским, славе су биле забрањене, новорођена деца могла су да добију само бугарска имена. Била је забрањена српска ношња, а посебно шајкача. Од пролећа 1916. уведено је да се веронаука предаје на старословенском језику и да се два часа недељно учи црквено појање. Од лета исте године веронаука је сведена само на учење одређених молитви.

## Преминули и убијени нишки учитељи
Учитељи из основних школа
- Веља Павловић - преминуо 1915. у Нишу,
- Љуба Игрошанац - преминуо 1915. у Нишу,
- Крста Денић - преминуо 13. децембра 1915. у Љешу, приликом повлачења српске војске.

Професори и наставници из нишке гимназије
- Милан Димитријевић, професор јестаственице -  погинуо,
- Милан Аранђеловић, професор математике - погинуо,
- Тодор Кобилшка, професор латинског језика - погинуо,
- Јанићије Динић, професор хришћанске науке и српског језика – умро у Француској,
- Владислав Поповић, суплент латинског  језика - погинуо.